# Корняков, Михаил Викторович
Михаи́л Ви́кторович Корняко́в (род. 30 августа 1974, Алдан, Якутcкая ССР) — российский учёный и педагог, доктор технических наук, доцент. Ректор Иркутского национального исследовательского технического университета.

## Биография
Родился 30 августа 1974 года в городе Алдан, Алданский район, Якутия. Мать преподавала в музыкальной школе, отец работал электриком на местном аэродроме, обслуживал технику на взлётной полосе. Всего в семье было трое детей.
В школе увлекался игрой на домре. После окончания восьми классов поступил в Алданский политехнический техникум по специальности «горная электромеханика». Работал электриком. В 1993 году поступил в Иркутский государственный технический университет сразу на второй курс горного факультета по специальности «электропривод и автоматика промышленных установок и технологических комплексов». Во время учёбы в университете по совету профессора Евгения Всеволодовича Чудогашева решил заняться научной деятельностью. Поступил в аспирантуру, параллельно учился на заочно-вечернем факультете по специальности «мировая экономика», работал охранником.
В 2000 году защитил кандидатскую диссертацию на тему «Защита шахтных подъемных установок от динамических нагрузок при зависании подъемных сосудов в стволе». В 2008 году защитил докторскую диссертацию по теме «Защита шахтных подъемных установок от динамических нагрузок при движении сосудов в глубоком стволе».
С октября 2016 года ― исполняющий обязанности ректора, в июне 2017 года был избран ректором Иркутского национального исследовательского технического университета.
Является автором не менее 74 печатных трудов (две монографии, шесть учебно-методических пособий, 22 статей в центральных изданиях, 11 авторских свидетельств на патенты Российской Федерации, 8 свидетельств на программы для ЭВМ).
6 марта 2022 года после вторжения России на Украину подписал письмо в поддержу российской агрессии. С 9 июня 2022 года находится под персональными санкциями Украины за поддержку войны. Также был внесён ФБК в список коррупционеров и разжигателей войны за поддержку нападения на Украину, 16 марта 2022 года форумом свободной России внесён в «Список Путина» и доклад «поджигателей войны» с предложением введения против него международных санкций.